# Eupithecia elquiensis
Eupithecia elquiensis es una especie de polilla de la familia Geometridae. La especie fue descrita por primera vez por Frederick Hastings Rindge habiendo sido descrita en 1991, con distribución en la Región del Biobío, Chile. El holotipo de la especie fue descrita en el sector Huanta del valle de Elqui a 10 km de La Junta. El nombre específico es un adjetivo derivado de la localidad donde se describió el holotipo.

## Descripción
E. elquiensis tiene alas de color blanco cremoso con una pequeña mancha discal negra y una línea transveral estrecha. Cuenta con escamas dispersas de color gris oscuro y negro grisáceo, venas con escamas de color marrón pálido y la porción exterior del ala con escamas de color negro grisáceo en la celda opuesta y por encima del ángulo exterior. La longitud de las alas anteriores es de unos 9,5 milímetros (0,4 plg). 
Las alas traseras son ligeramente más pálidas que las anteriores, sin escamas oscuras, puntos discales muy tenues y con maculación oscura a lo largo del margen anal. La superficie inferior de las alas anteriores son blancas. La parte exterior del ala tiende a ser de un gris ligeramente más oscuro que el resto del ala. Por su parte, las alas traseras son blancas, con algunas escamas oscuras dispersas y una línea extradiscal débilmente indicada.
Los palpos son de color blanco cremoso y alargados, miden 1,5 veces el diámetro del ojo y se extienden 0,75 milímetros (0 plg) delante de los ojos. Se han registrado adultos volando en octubre y noviembre.